# The Super Dimension Fortress Macross II: Lovers, Again
The Super Dimension Fortress Macross II: Lovers, Again (超時空要塞マクロスII Lovers Again, Chō Jikū Yōsai Makurosu II: Rabāzu Agein) est une série d'animation OAV en six épisodes de 24 minutes, sortie en 1992 et faisant suite à Super Dimension Fortress Macross mais situant dans une histoire parallèle à l'univers d'origine. Cette série a également été éditée aux États-Unis sous la forme d'un long-métrage de 150 minutes.

## Synopsis
Nous sommes en 2089 : un peuple zentradien, les Marduks, sont eux insensibles à la musique. Ils ont créé au contraire des chanteurs copies d'humains, les « émulateurs », pour stimuler leurs soldats. Un journaliste, Hibiki Kanzaki, capture un de ces émulateurs, Ishtar, et décide de lui faire découvrir la culture terrienne.